# Alexandra Villasante
Alexandra Villasante, née dans le New Jersey est une autrice américaine latina de littérature young adult.

## Biographie
Alexandra Villasante naît dans le New Jersey ; sa grande sœur et ses parents immigrent d'Uruguay avant sa naissance. Sa famille déménage ensuite en Pennsylvanie.
Elle obtient une licence en arts de la peinture et un master en média mixte. 
En 2019, elle publie The Grief Keeper, l'histoire de Marisol, une adolescente LGBTQ, et de sa sœur Rey, qui viennent du Salvador et passent la frontière entre le Mexique et les États-Unis dans l'espoir d'y obtenir l'asile. Le roman remporte le prix Lambda Literary pour la littérature jeunesse et young adult LGBTQ lors des 32e prix Lambda Literary.